# Вулкан Севергина
Вулкан Севергина́ — действующий вулкан на острове Харимкотан Большой Курильской гряды.
Сложный стратовулкан с вершинным кратером. Высота 1157 м. Сложен андезитовыми лавами.
Известны извержения 1713, 1846, 1848, 1883, 1931. Последнее извержение 1933 года сильным взрывом разрушило значительную часть прежнего конуса, который ранее достигал высоты 1213 м (именно он был открыт в 1805 году и назван русским мореплавателем И. Ф. Крузенштерном пиком Севергина). В настоящее время фиксируется фумарольная активность.
Назван по имени русского минералога и химика В. М. Севергина.